# Adrienne Rich
Adrienne Cecile Rich (16 de mayo de 1929, Baltimore, Maryland-27 de marzo de 2012, Santa Cruz, California), más conocida como Adrienne Rich, fue una poeta, intelectual, crítica, feminista y "lesbiana política" estadounidense.

## Trayectoria creativa

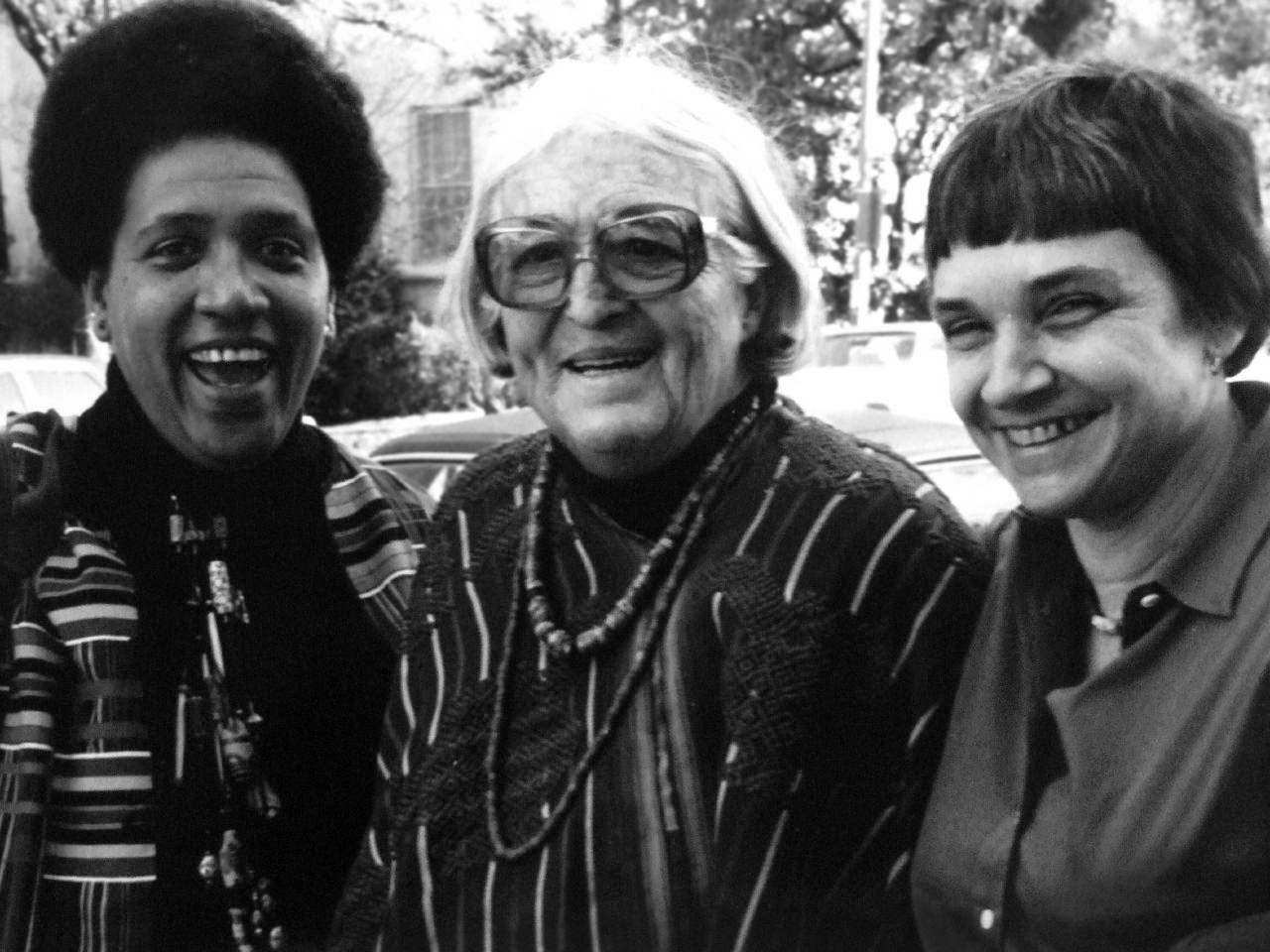
Rich (dcha.), con las escritoras Audre Lorde (izq.) y Meridel Le Sueur (centro) en Austin, Texas, 1980

Rich era estudiante del Colegio Redcliffe cuando sus poemas fueron elegidos para publicarse en el Premio Yale de poesía joven; del cual se derivó Un cambio de mundo (1951), que reflejó su técnica formal. Su siguiente obra delineó la transformación de una poesía bien trabajada, pero imitativa hasta un estilo personal enérgico.
Con la publicación de Instantáneas de una nuera en los años 60 se reveló como una poeta profundamente personal, llevando hasta las últimas consecuencias el eslogan feminista de "lo personal es político", de la feminista radical Carol Hanisch . 
En 1974, le otorgaron el Premio Nacional del Libro, pero Rich se negó a recibirlo individualmente y se unió a otras dos poetas feministas nominadas, Alice Walker y Audre Lorde, para aceptarlo en nombre de todas las mujeres «cuyas voces aún no se han escuchado en un mundo patriarcal».
Años después, en 1997, la autora rechazó la Medalla Nacional de las Artes en protesta por las políticas de la administración de Bill Clinton, que se encontraba entonces en el poder en Estados Unidos. En 2006, Adrienne Rich recibió la Medalla por la contribución destacada a las letras americanas de parte de la National Book Foundation y, en 2010, le fue otorgado el Premio a la excelencia de toda una vida en poesía de The Griffin Trust.
Su creciente compromiso con el movimiento feminista y su amor hacia las mujeres, influenciaron muchos de sus trabajos. 
Su obra poética, junto a la de Audre Lorde y Alice Walker, han inspirado la lucha tanto de feministas estadounidenses como de América Latina.

#### Traducciones
- Poemas (1963-2000). Traducción de María Soledad Sánchez Gómez. Sevilla: Renacimiento, 2005.
- Artes de lo possible: ensayos y conversaciones. Traducción de María Soledad Sánchez. Madrid: Horas y Horas, 2005.
- Sobre mentiras, secretos y silencios. Traducción de Margarita Dalton. Barcelona: Icaria, 1983; 2a ed., Madrid: Horas y Horas, 2011.
- Qué clase de tiempos son éstos, 1950-2012. Traducción de Marina Fe, Argentina Felicia Rodríguez Álvarez, Mario Murgía Elizalde, Flora Botton-Burlá, Charlotte Broad, Eva Cruz, Mónica Mansour. Coordinación de Eva Cruz. México DF: Ediciones el Tucán de Virginia (Los Bífidos) / Dirección de Literatura-UNAM, 2014.
- El sueño de una lengua común. Traducción de Patricia Gonzalo De Jesús. Madrid: Editorial Sexto Piso, 2019.
- Nacemos de mujer. La maternidad como experiencia e institución. Traducción de Ana Becciu (de "Diez años después: una nueva introducción", Gabriela Adelstein). Madrid: Traficantes de Sueños, 2019.
- Galaxias de mujeres. Madrid: Sabina Editorial, 2020.
- Antología poética (1951-1985). Edición y traducción de Myriam Díaz Diocaretz. Pròlogo de Adrienne Rich. Madrid: Visor, 2020.
- Rescate a medianoche: Poemas 1995-1998. Traducción de Natalia Carbajosa. Madrid: Vaso Roto Ediciones, 2020.
- Sumergirse en el naufragio. Traducción de Patricia Gonzalo de Jesús. Madrid: Sexto Piso, 2021.